# Shaun Vandiver
Shaun Garin Vandiver (nacido el 15 de junio de 1968 en Chicago, Illinois) es un exjugador y actual entrenador estadounidense de baloncesto. Con 2,06 metros de estatura, jugaba en la posición de ala-pívot. En la actualidad es entrenador asistente de los Wyoming Cowboys de la División I de la NCAA.

## Trayectoria deportiva

### Universidad
Vandiver asistió durante un año al Hutchinson Community College en Kansas, antes de ser transferido a la Universidad de Colorado. Fue nombrado Rookie del Año de la Big Eight Conference en 1988 y MVP del Orlando All-Star Classic en 1991, además de ser incluido en dos ocasiones en el primer equipo de la Big 8 (1990 y 1991). En su último año lideró a los Buffaloes a la tercera plaza final en el National Invitation Tournament. Vandiver dejó Colorado como tercer máximo anotador histórico de la universidad, hasta que fue superado en 2008 por Richard Roby, y promedió 20,6 puntos y 10,6 rebotes en 91 partidos.

### Profesional
Vandiver fue seleccionado en la 25ª posición del Draft de la NBA de 1991 por Golden State Warriors, aunque nunca llegó a jugar en la NBA. En la temporada 1991-92 fichó por el Mangiaebevi Bologna de la liga italiana. Al año siguiente se marchó a España, donde en dos temporadas militó en el Caja Bilbao y en el Valvi Girona, equipo al que llegó procedente del campus de Denver Nuggets tras ser cortado en el último momento. Tras pasar por el Pzifer Reggio Calabria de Italia, Vandiver regresó a España, formando parte del C.B. Gran Canaria durante dos años. Su siguiente y a la postre último equipo fue el Adecco Estudiantes.
En el conjunto madrileño se proclamó campeón de la Copa del Rey en Vitoria, al ganar al Pamesa Valencia por 73-63, y subcampeón de la Copa Korac en 1999.

## Entrenador
Nada más retirarse empezó a ejercer de entrenador asistente en la NCAA. Desde 2005 hasta el 2010, Vandiver fue asistente del entrenador Steve McClain (su entrenador en Hutchinson CC) de la Universidad de Wyoming. Previamente fue entrenador asistente en Bowling Green en la temporada 2003-04, en Northern Colorado en la 2004-05 y  Boise State Broncos en la 2010-2011. Desde el año 2011 a 2018 fue entrenador principal en Universidad de Emporia State, para regresar nuevamente como asistente a Wisconsin.